# Tribocs
Els tribocs o triboces (llatí triboci o tribocci) eren un poble possiblement germànic, tot i que s'ha postulat que era celta, de la Gàl·lia. Plini el Vell els anomena tribocci i Estrabó Τριβόκχοι.
Formaven part de l'exèrcit d'Ariovist a la batalla en què Juli Cèsar el va derrotar. Cèsar no diu que fossin germànics, però queda clar que els considera d'aquest origen. En un altre passatge Cèsar els situa a l'oest del Rin, entre els mediomàtrics i els trèvers a la part que corresponia als gals. Estrabó diu que s'havien establert allí procedents de l'altre costat del riu. Tàcit diu explícitament que eren un poble germànic. Haurien emigrat des de Germània abans del 58 aC.
Claudi Ptolemeu diu que les seves ciutats principals eren Brocomagus (Brumath) i Elcebus (o Helcebus) i diu que Argentorarum pertanyia als vangíons. El seu territori seria l'origen de la futura diòcesi d'Estrasburg, entre Salètio o Seltz al nord i de Markelsheim al sud. A Notitia Provinciarum no s'esmenten els tribocs però si la Civitas Argentoratum (Estrasburg) que devia ser la seva capital.